# Église Sainte-Menne de Deycimont
L'église Sainte-Menne est une église catholique romaine située sur le territoire de la commune de Deycimont, dans le département des Vosges.

## Histoire
L'église primitive fut vraisemblablement construite au XIe siècle sur ordre de l'évêque de Toul lors de l'érection du village en paroisse, et dédiée à sainte Menne. Le site exact n'en est pas connu, mais on peut supposer qu'on la trouvait déjà à cet endroit.
Le bâtiment fut reconstruit au début du XVIIIe siècle et fut terminé après 1712. Les constructeurs furent Pierre Pederay, maître maçon d'origine italienne, et François Francin, maître maçon tailleur de pierres. Le chœur fut ensuite agrandi en 1835 comme en témoigne une pierre le mentionnant. À la suite des deux bombardements de la Seconde Guerre mondiale et de la grêle de 1958, les vitraux furent refaits. Une dernière rénovation eut lieu à la fin des années 1980, qui lui a donné son aspect actuel.

## Architecture
L'église possède une nef à un seul vaisseau couverte de tuile en terre cuite, on l'appelle aussi église-salle ou église-grange. Le chœur est plus imposant et plus haut que la nef, ce qui témoigne de sa réfection plus tardive. 
Le clocher est à 3 niveaux, et ouvert sur ses quatre côtés de 2 baies géminées. Il est couvert d'une flèche octogonale à égout retroussé en ardoise. On y accède par une tour d'escalier situé au sud de celui-ci.

## Mobilier

### Mobilier de culte
Un reliquaire placé dans le chœur présente encore quelques bribes des reliques de sainte Menne.

### Les cloches
- Marie-Jeanne, la plus ancienne, fut bénie en 1773 ;
- Marie-Françoise est la plus petite, fondue en 1809 ;
- Jean-Baptiste fut fondue en 1862 et électrifiée depuis 1938, c'est la plus grosse des trois.